# Croton trinitatis
Espèce
Croton trinitatis est une espèce de plantes à fleurs du genre Croton et de la famille des Euphorbiaceae, présente en Floride, au Mexique et en Amérique tropicale.
Il a pour synonymes :
- Croton chamaedrifolius, (Klotzsch) Griseb., 1864
- Croton miquelensis, A.M.Ferguson, 1901
- Croton tragioides, S.F.Blake, 1922
- Geiseleria chamaedrifolia, Klotzsch
- Geiseleria corchorifolia, Klotzsch
- Oxydectes chamaedrifolia, (Klotzsch) Kuntze